# Otilie Šuterová

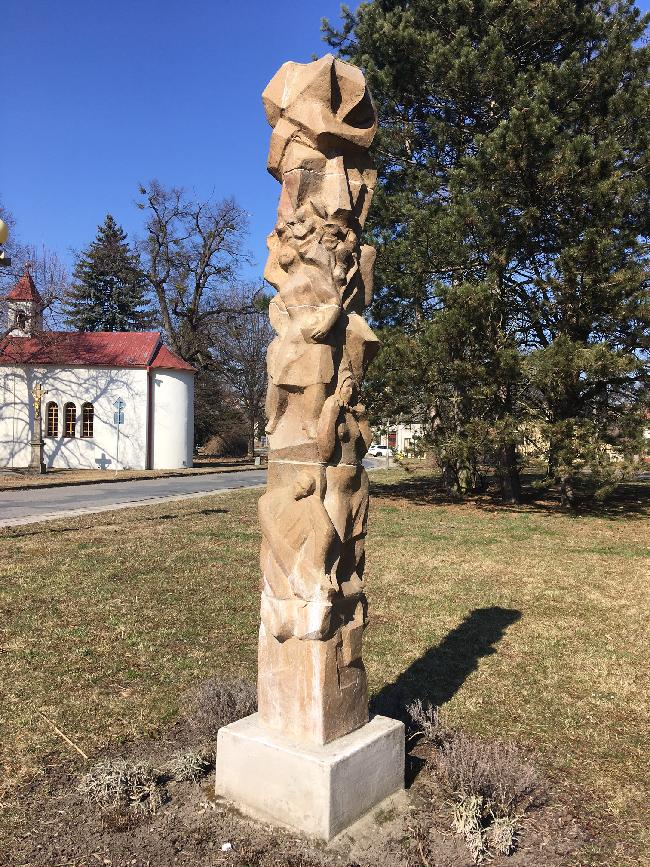
Otilie Šuterová Demelová sloupová plastika Práce a příroda, Zlín-Lhotka

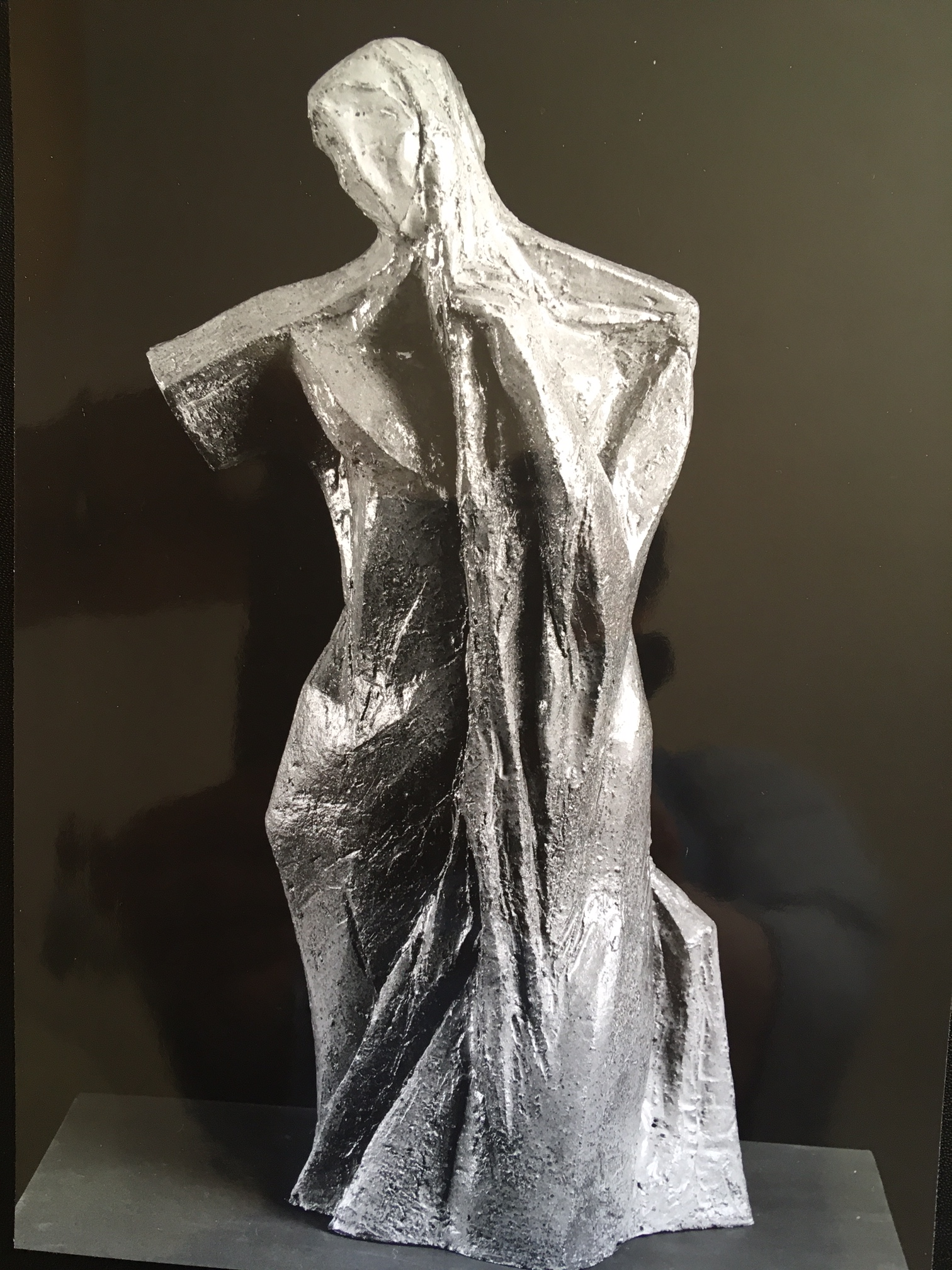
Otilie Šuterová Čas pravdy, 1986

Otilie Šuterová Demelová (* 31. července 1940 Kroměříž) je česká akademická sochařka, kreslířka a pedagožka.

## Život
Vystudovala Střední uměleckoprůmyslovou školu v Uherském Hradišti – obor výtvarné zpracování keramiky u profesora Stanislava Mikuláštíka – a Vysokou školu uměleckoprůmyslovou v Praze (profesoři Josef Malejovský, Otto Eckert, Jan Bauch a Karel Stehlík). Během studia se provdala za studenta Akademie výtvarných umění v Praze Aloise Šuteru. Po absolutoriu v roce 1964 se účastnila tematických akcí pro mladé výtvarníky a souvisejících výstav. Na Prvním pražském salonu v roce 1967 byla vystavena její plastika Žena, kterou zakoupila Galerie v Klenové. V roce 1974 se s manželem a dvěma dcerami přestěhovala z Prahy do okrajové části Zlína-Lhotky, kde přebudovali staré venkovské stavení pro potřeby sochařské tvorby. V letech 1979–80 vytvořila plastiku Mateřství pro novou kašnu ve Lhotce, která vznikla na základě ideového návrhu Aloise Šutery. Na realizaci díla se dobrovolnicky podíleli i občané obce. V roce 1983 ovdověla a od té doby žije a pracuje ve Zlíně-Lhotce. Do Lhotky dále v roce 1990 umístila druhý originál sloupové plastiky Práce a příroda a později také plastiku Svatý Florián na budovu hasičské zbrojnice.
V 90. letech 20. století vyučovala na Základní umělecké škole v Kroměříži.
Perokresbami ilustrovala drobné knížky svých přátel (v Itálii byla vydána kniha autorky Wolftraud de Concini „Le Scarpe di Klara – Storia di una ebrea boema“).

## Sochařská díla v architektuře
- 1976 – Uherské Hradiště, sousoší Zdravotní péče
- 1977 – Třebíč (vstup do sportovní haly), Gymnastka
- 1979 – Štítná nad Vláří (smuteční obřadní síň), Vzpomínka
- 1980 – Kroměříž, rehabilitační středisko, Proměny
- 1983 – Jasenná (smuteční obřadní síň), Odloučení
- 1983 – Strážnice (základní škola), reliéf Čas dětství
- 1984 – Kroměříž (plastika před nemocnicí), Nový život
- 1984 – Luhačovice, sloupová plastika Práce a příroda
- 1984 – Bojkovice (vstup do obřadní síně), reliéf Prorůstání
- 1985 – Hodonín (Kulturní dům), reliéf Zpěv Hodonínska[pozn. 1]
- 1986 – Slovensko, Trnava, pošta, reliéf Historie a současnost poštovnictví
- 1990 – Bystřice pod Hostýnem, pošta, reliéf na poštovní motiv
- 1992 – Slovensko, Dunajská Streda, pošta, reliéf Poštovnictví
- 1996 – Otrokovice - nový kostel, reliéf Svatý Vojtěch
- 1997 – Mírov, kaple sv. Markéty ve věznici, křížová cesta
- 1997 – 1998 – Hrachovec u Valašského Meziříčí, Soběšice, Chudčice, Vyšehorky, křížové cesty a dále Panna Maria a motivy pro kapličky v Jívové na Olomoucku
- 1998 – Hustopeče, kaple, reliéf Svatá Anežka
- 2000 – Olomouc, fara katedrály sv. Václava, pamětní deska Matka Tereza
- 2001 – Příbram na Moravě, kaple sv. Floriána, sochařská výzdoba: Ježíš Kristus, křížová cesta a motiv rukou na obětním stole
- 2001 – Lhota u Malenovic, kostel sv. Anny, oltářní reliéf Obdarování
- 2002 – Oldřichovice, kostel sv. Zdislavy, plastika Panna Maria
- 2002 – Kroměříž, prostor před bývalým okresním úřadem, plastika Přesvědčení (na památku PTP)
- 2003 – Březůvky u Zlína, kaple sv. Anežky České, plastika Svatý František a Svatá Klára (ve výklencích)
- 2005 – Darkovice, reliéf Svatá Hedvika pro nový kostel sv. Hedviky

## Galerie

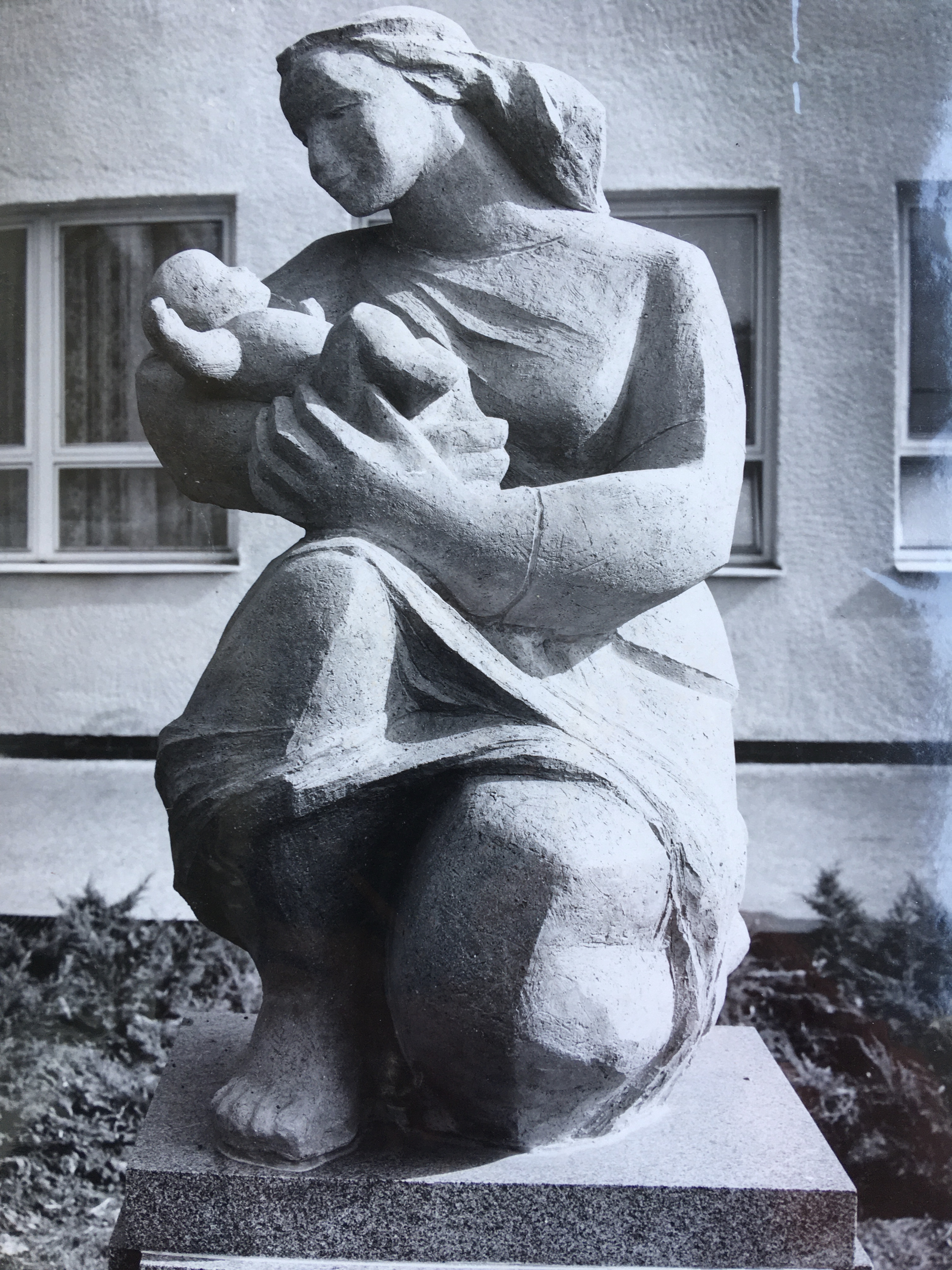
Otilie Šuterová Nový život, Kroměříž 1984
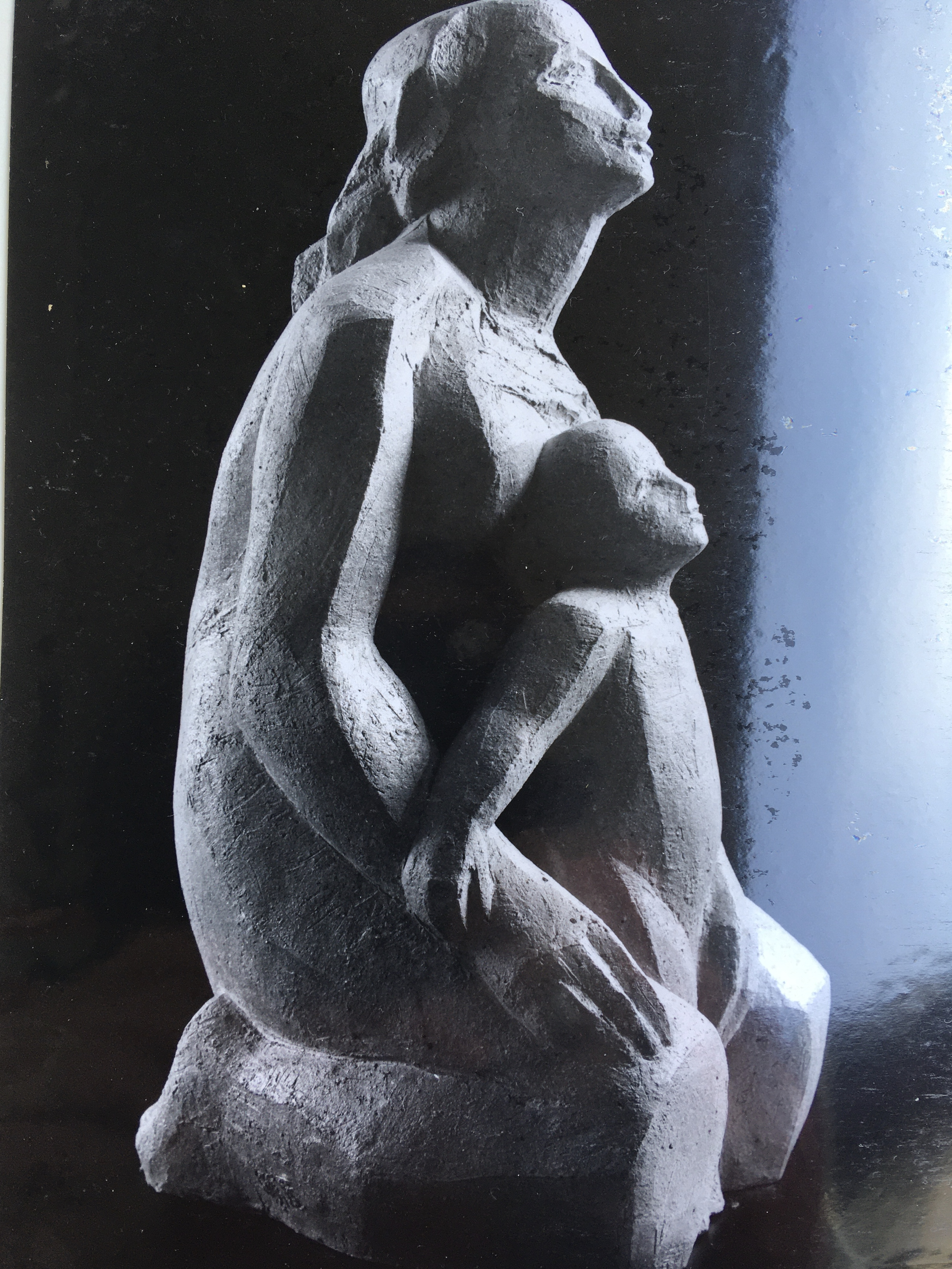
Otilie Šuterová, plastika z volné tvorby, materiál: poštorenská keramická hlína
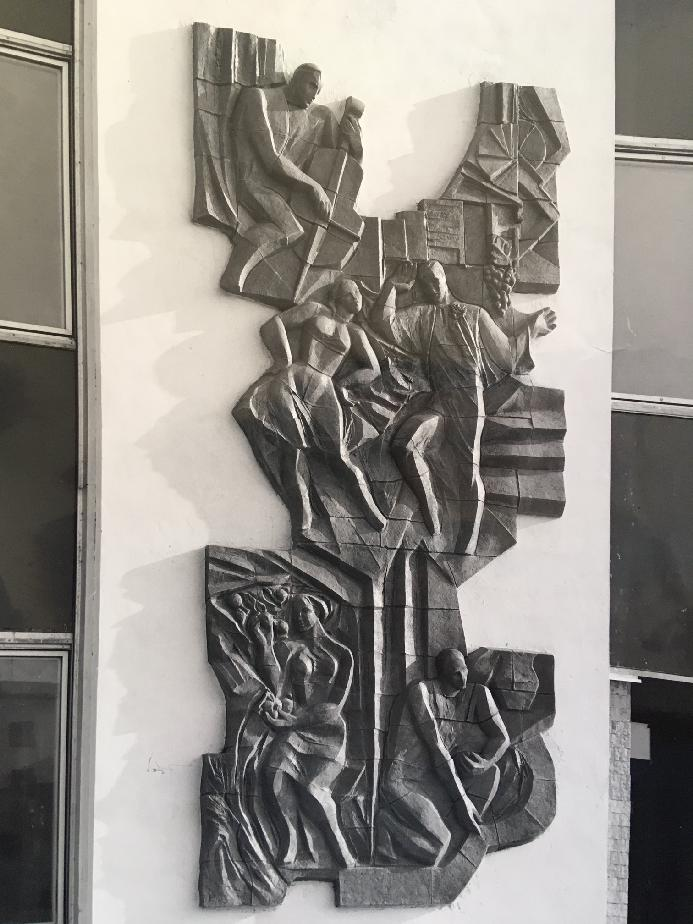
Zpěv Hodonínska Autor Otilie Šuterová Demelová, 1985, Kulturní dům Hodonín.
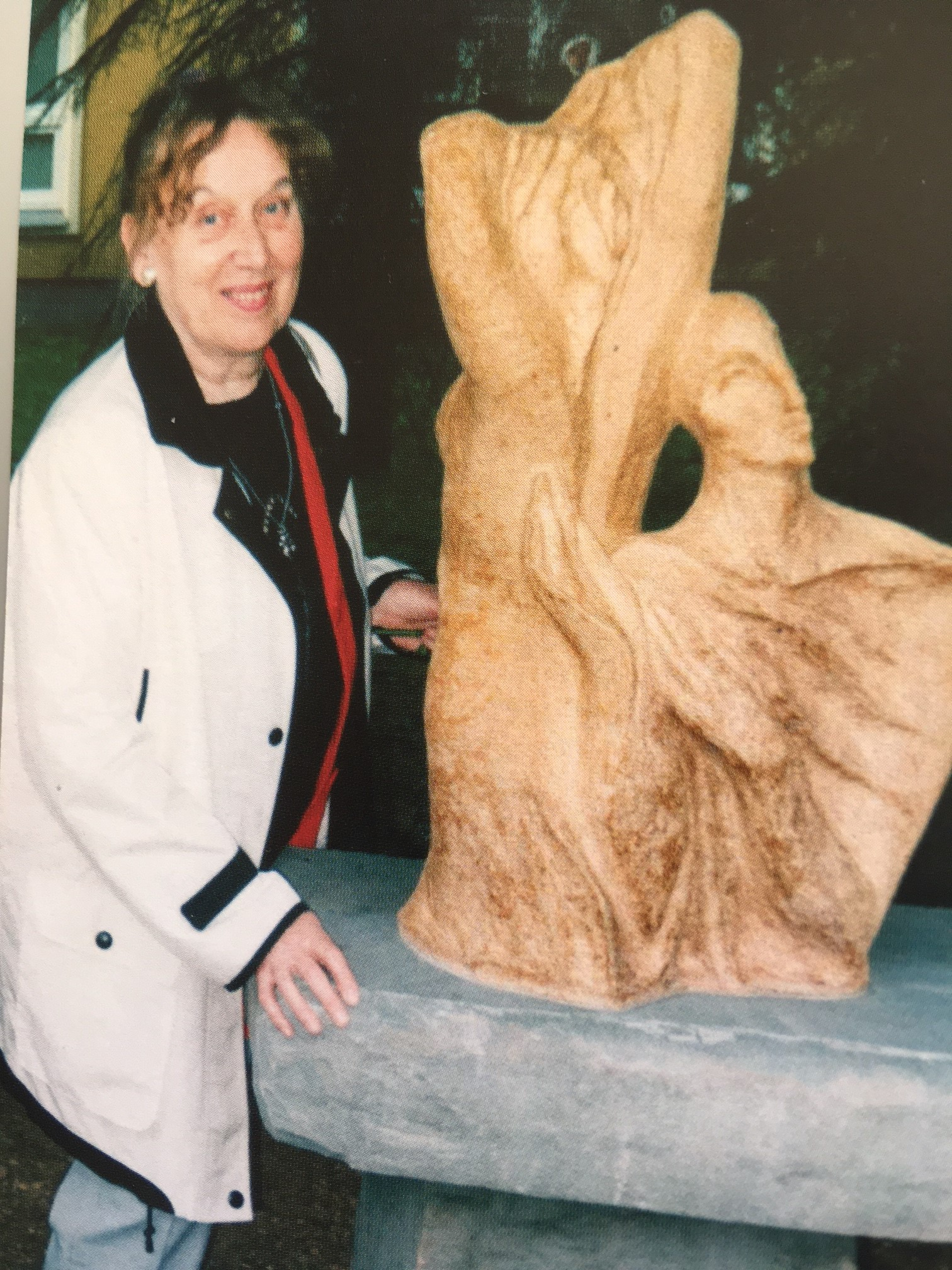
Otilie šuterová na Mezinárodním sochařském sympoziu v Třinci s plastikou PËČE, 2006
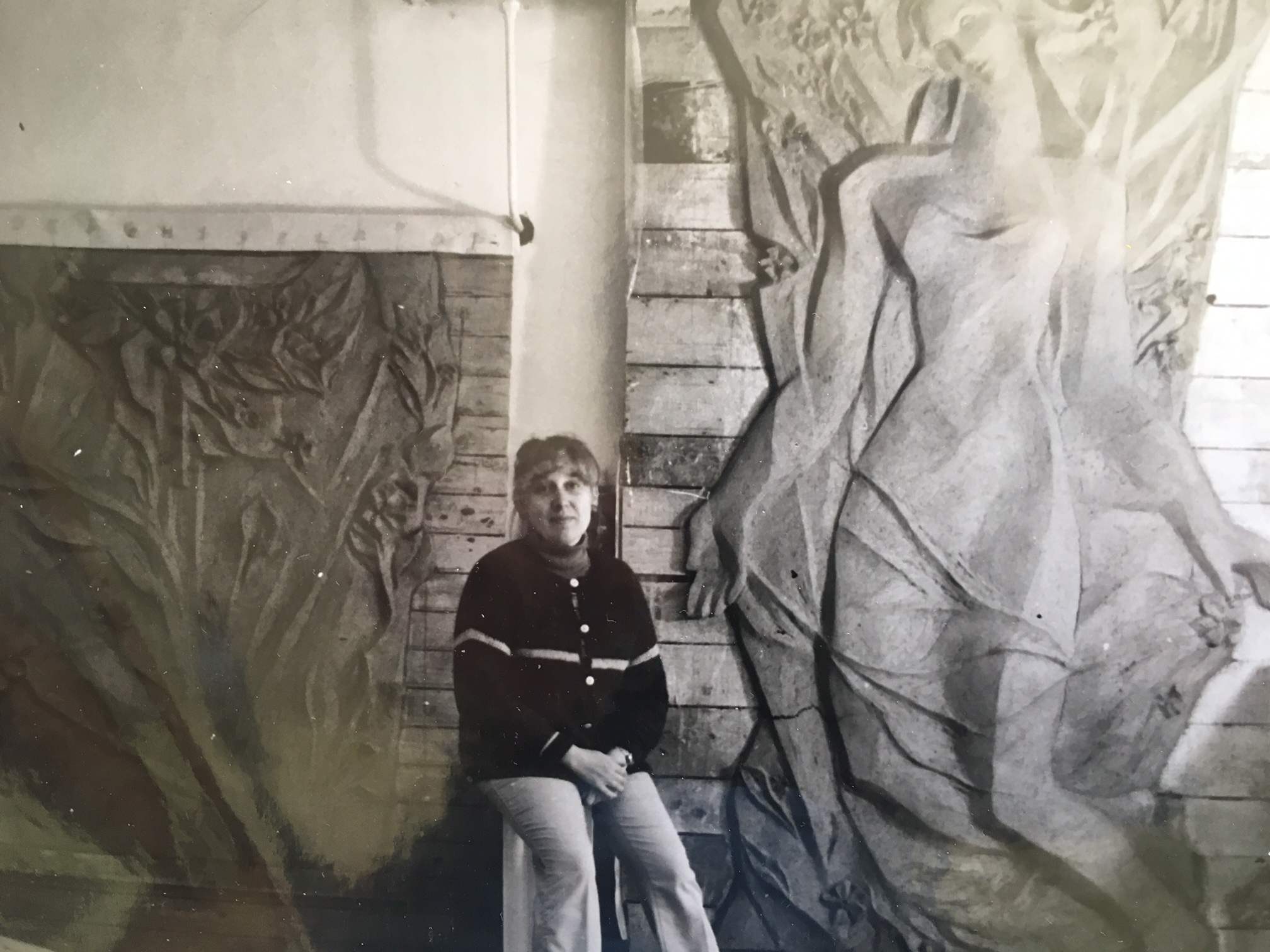
Otilie Šuterová v ateliéru u plastiky Odloučení, 1983